# Saalberg (Calvörde)
Der Saalberg ist eine 86,7 m ü. NHN hohe Erhebung der Calvörder Berge. Er liegt nahe Mannhausen im Gemeindegebiet von Calvörde im sachsen-anhaltischen Landkreis Börde.

## Geographie

### Lage
Der Saalberg erhebt sich im Nordteil der Calvörder Berge. Er liegt südlich von Mannhausen, südwestlich von Velsdorf, nordöstlich von Wegenstedt und ostsüdöstlich von Keindorf. Ostnordöstlich befindet sich der Lauseberg (90,5 m), südsüdöstlich der Lange Berg (106 m), südsüdwestlich der Reuterberg (87,1 m), westlich der Windmühlenberg (86,1 m) und nordnordwestlich der Rosenberg (75,5 m). Nördlich vorbei am Saalberg verläuft die Kreisstraße 1651 (Mannhausen–Velsdorf), südlich die Landesstraße 24 (Calvörde–Wegenstedt) und westlich die K 1136 (Mannhausen–Wegenstedt).

### Naturräumliche Zuordnung
Der Saalberg gehört in der naturräumlichen Haupteinheitengruppe Weser-Aller-Flachland (Nr. 62), in der Haupteinheit Ostbraunschweigisches Flachland (624) und in der Untereinheit Obisfelder-Calvörder Endmoränenplatten (624.5) zum Naturraum Calvörder Hügelland (624.53).

## Beschreibung und Geschichte
Der Saalberg ist von Nadelwald bewachsen, daher ist er auch sehr auffällig. Seine Umgebung wird landwirtschaftlich genutzt.